# كأس تركمانستان 2014
كأس تركمانستان 2014 هو موسم من South Baden Cup ‏. كان عدد الأندية المشاركة فيه 10، وفاز فيه نادي أهال.